# 1456
1456 (MCDLVI) var ett skottår som började en torsdag i den julianska kalendern.

## Händelser

### Maj
- 26 maj–8 juli – Halleys komet observeras från jorden.

### Juni
- Juni – Karl Knutsson (Bonde) stadfäster donationer till förmån för Varnhems kloster.

### Oktober
- 10 oktober – Danskarna erövrar Borgholms slott, varvid dess hövitsman Erik Eriksson tillfångatas och Magnus Gren blir ny hövitsman. Därmed håller de hela Öland. Angreppet mot Kalmar blir dock ett fiasko.

### Okänt datum
- Portugisiske kaptenen Luigi da Cadamosto upptäcker Kap Verde-öarna, och gör anspråk på dem för Portugal.[1]
- Danskarna håller Gotland och kan därmed hindra den svenska sjöfarten.
- En jordbävning inträffar i Neapel med cirka 60 000 döda.
- Vincenzo Foppas målning De tre korsen tillkommer.
- Antonello da Messinas målning Den helige Hieronymus tillkommer.
- Antoine de La Sale utkommer med verket Le Petit Jehan de Saintré (Den lille Jehan av Saintré).
- Greifswalds universitet grundas.
- Den blivande Ludvig XI av Frankrike flyr till Burgund.

## Födda
- 11 juni – Anne Neville, drottning av England 1483–1485 (gift med Rikard III)
- 23 juni – Margareta av Danmark, drottning av Skottland 1469–1486 (gift med Jakob III)
- Vladislav II, kung av Böhmen 1471–1516, som Ulászló II kung av Ungern 1490–1516.

## Avlidna
- 16 maj – Tord Karlsson (Bonde), svensk riddare och riksråd, marsk sedan 1453 eller 1454, kusin till kung Karl Knutsson (Bonde) (mördad).
- János Hunyadi, ungersk fältherre.
- Jacques Cœur, fransk storköpman.
- Elisabeth av Lorraine-Vaudémont, tysk regent och översättare.

### Fotnoter
1. ↑  World Statesmen (läst 7 april 2011)